# 汤沟镇 (枞阳县)
汤沟镇，是中国安徽省中南部、长江北岸枞阳县下辖的一个乡镇级行政单位。

## 行政区划
汤沟镇下辖以下地区：
丰乐社区、新华社区、新胜社区、更新社区、造福社区、跃进村、大新村、肇丰村、莲花村、江庄村、官峰村、勤俭村、新风村、先进村、陈公村、明星村、龙潭村、江厂村、南旺村、一心村、桂坝村、龙堤村、共义村、红星村、中心村、农庄村、黄仪村、民胜村、彭山村、田间村、后湖村和新河村。